# گولان (زولاچای)
گولان، روستایی است از توابع بخش مرکزی شهرستان سلماس استان آذربایجان غربی ایران.

## جمعیت
این روستا در دهستان زولاچای قرار داشته و بر اساس سرشماری سال ۱۳۸۵ جمعیت آن ۲۰۹نفر (۴۰ خانوار) 
بوده است.اکثریت ساکنین شیعه مذهب بوده و مثل اکثریت شهر سلماس ترک زبان هستند.